# Maura Leone
Maura Leone (Maglie, 11 settembre 1980) è un'attrice italiana.

## Biografia
Dopo esser stata protagonista del cortometraggio La leggenda (2000), regia di T. Massari, nel 2001 debutta come attrice teatrale, cinematografica e televisiva, rispettivamente con  Tutto bene tranne il pubblico, regia di P. P. Segneri. Poi viene scelta per il film Laguna, per la regia di Dennis Berry, e ancora per la miniserie TV Donne di mafia, girato in due mesi nell'estate del 2000 tra Lecce, Palermo e Caracas, regia di Giuseppe Ferrara. È docente di regia presso la Facoltà di "Scienze della Formazione" dell'Università degli Studi di Perugia (sede di [Terni) per il corso di: "Scienze e Tecnologie della Produzione Artistica".
Arriva poi un cameo nella miniserie di Rai Uno, Il maresciallo Rocca 4, ed in seguito lavora sia per le reti Rai che Mediaset in varie fiction TV, come Carabinieri, Lo zio d'america 2 e Crimini.
Nel 2006 è co-protagonista, con Elena Bouryka, del film Agente matrimoniale, nel ruolo di Carmen. Nello stesso anno vince il premio come miglior attrice di sitcom per Holly&Wood, regia di Max Conte, in onda su Canal Jimmy. Dal 2007 fino al giugno 2008 è protagonista con il ruolo di Daniela nella soap opera Incantesimo, imperniata sulle vicende della "Clinica Life" di Roma e sulle storie sentimentali dei medici, infermieri ed avvocati che in essa lavorano.
Prima di diventare attrice ha ricoperto il ruolo di "ballerina televisiva" prendendo parte alla prima edizione di Ciao Darwin e a Buona Domenica edizione 1999-2000.

## Filmografia

### Cinema
- La leggenda, regia di T. Massari (2000)
- La carpa, regia di Mario De Candia (2003)
- Mio cognato, regia di Alessandro Piva (2003)
- Eternal, regia di Wilhelm Liebenberg e Federico Sanchez (2004)
- Manuale d'amore, regia di Giovanni Veronesi (2005)
- Agente matrimoniale, regia di Christian Bisceglia (2006)
- Manuale d'amore 3, regia di Giovanni Veronesi (2011)
- Sbagliando s'impara, regia di Alessandro Ingrà (2022)

### Televisione
- Ciao Darwin (1998)
- Buona Domenica (1999-2000)
- Donne di mafia, regia di Giuseppe Ferrara – miniserie TV (2001)
- Calcio d'autore stream calcio
- Un papà quasi perfetto, regia di Maurizio Dell'Orso – miniserie TV (2003)
- Il maresciallo Rocca 4 – serie TV (2003)
- Caterina e le sue figlie – serie TV (2005)
- Provaci ancora prof! – serie TV, episodio 1x04 (2005)
- Il giudice Mastrangelo – serie TV, episodio 1x03 (2005)
- Holly&Wood, regia di Max Conte – sitcom (2005)
- Carabinieri 5 – serie TV (2006)
- Crimini  – serie TV, episodio 1x03 (2006)
- Capri – serie TV (2006)
- Lo zio d'America 2 – miniserie TV (2006)
- Incantesimo – soap opera (2007-2008)
- L'avvocato Guerrieri - Ad occhi chiusi, regia di Alberto Sironi – film TV (2008)
- La nuova squadra 2 – serie TV (2009)

## Teatro
- Tutto bene tranne il pubblico, regia di P. P. Segneri (2001)